# Dopamina (medicación)
La dopamina, que se vende bajo el nombre de Intropin entre otros, es un medicamento que se usa con más frecuencia en el tratamiento de la presión arterial muy baja, un ritmo cardíaco lento que causa síntomas y, si no se dispone de epinefrina, en el paro cardíaco. En los bebés recién nacidos, sigue siendo el tratamiento preferido para la presión arterial muy baja. En los niños, generalmente se prefiere la epinefrina o norepinefrina, mientras que en los adultos, generalmente se prefiere la norepinefrina para la presión arterial muy baja. Se administra por vía intravenosa o intraósea como una infusión continua.  Los efectos suelen comenzar dentro de los cinco minutos. Luego se aumentan las dosis para realizar el efecto.
Los efectos secundarios comunes incluyen empeoramiento de la función renal, latidos irregulares del corazón, dolor en el pecho, vómitos, dolor de cabeza o ansiedad. Si entra en el tejido blando alrededor de la vena, puede producirse la muerte del tejido local. El medicamento fentolamina se puede administrar para tratar de disminuir este riesgo. No está claro si es seguro usar la dopamina durante el embarazo o la lactancia. En dosis bajas, la dopamina desencadena principalmente receptores de dopamina y receptores β1-adrenérgicos, mientras que en dosis altas funciona a través de receptores α-adrenérgicos.
La dopamina fue sintetizada por primera vez en un laboratorio en 1910 por George Barger y James Ewens en Inglaterra. Está en la Lista de medicamentos esenciales de la Organización Mundial de la Salud, los medicamentos más efectivos y seguros que se necesitan en un sistema de salud. El costo mayorista en el mundo en desarrollo de un contenedor de 400   mg está entre los US$0,28 y 0,60 para el año 2014.  En fisiología humana, la dopamina es un neurotransmisor y una hormona.

## Usos médicos

### Presión arterial baja
En los bebés recién nacidos, sigue siendo el tratamiento preferido para la presión arterial muy baja. En los niños, generalmente se prefiere la epinefrina o norepinefrina, mientras que en los adultos, generalmente se prefiere la norepinefrina para la presión arterial muy baja.
En aquellos con bajo volumen de sangre, esto debe corregirse con líquidos intravenosos antes de considerar la dopamina.

### Función renal
La dopamina en bajas dosis se ha utilizado de forma rutinaria para el tratamiento y la prevención de la lesión renal aguda. Sin embargo, desde 1999 varias revisiones han concluido que las dosis a niveles tan bajos no son efectivas y algunas veces pueden ser dañinas.

### Administración
Como la vida media de la dopamina en plasma es corta, aproximadamente un minuto en adultos, dos minutos en bebés recién nacidos y hasta cinco minutos en bebés prematuros, generalmente se administra por goteo intravenoso continuo en lugar de una inyección única.

### Otros
Una forma fluorada de L-DOPA conocida como fluorodopa está disponible para su uso en la tomografía por emisión de positrones para evaluar la función de la vía nigrostriada.

## Contraindicaciones
Generalmente, la dopamina no debe administrarse a personas que tienen un feocromocitoma o una frecuencia cardíaca muy rápida sin corregir.

## Efectos secundarios
La LD50, o la dosis que se espera sea letal en el 50% de la población se ha encontrado a: 59 mg/kg (ratón; administrado por vía intravenosa); 950 mg/kg (ratón; administrado por vía intraperitoneal); 163 mg/kg (rata; administrado por vía intraperitoneal); 79 mg/kg (perro; administrado por vía intravenosa).

### Extravasación
Si se produce extravasación, puede producirse la muerte del tejido local. El medicamento fentolamina se puede inyectar en el sitio para tratar de disminuir el riesgo de muerte del tejido.

## Mecanismo de acción
Sus efectos, según la dosis, incluyen un aumento en la excreción de sodio por los riñones, un aumento en la producción de orina, un aumento en la frecuencia cardíaca y un aumento en la presión arterial. A dosis bajas, actúa a través del sistema nervioso simpático para aumentar la fuerza de contracción y la frecuencia cardíaca del músculo cardíaco, aumentando así el gasto cardíaco y la presión arterial. Las dosis más altas también causan vasoconstricción que aumenta aún más la presión arterial.
Mientras que algunos efectos resultan de la estimulación de los receptores de dopamina, los efectos cardiovasculares prominentes resultan de la dopamina que actúa en los receptores adrenérgicos α1, β1 y β2.